# Zespół Szkół Ogólnokształcących nr 2 im. Markiana Szaszkewicza w Przemyślu
Zespół Szkół Ogólnokształcących nr 2 im. Markiana Szaszkewicza w Przemyślu – zespół szkół w Przemyślu z ukraińskim językiem nauczania.
Siedmioklasowa Szkoła im. Markiana Szaszkewicza powstała w 1911, w setną rocznicę jego urodzin z inicjatywy Bractwa im. św. Mikołaja w Przemyślu oraz Ukraińskiego Towarzystwa Pedagogicznego. Budynek szkoły powstał na działce Bractwa przy ul. Smolki – zbudowano tam dwupiętrowy budynek, który stał się siedzibą szkoły. Szkoła była częściowo utrzymywana przez rząd austriacki, który opłacał nauczycieli, natomiast resztę, czyli utrzymanie budynku i inne wydatki opłacało Ukraińskie Towarzystwo Pedagogiczne. W tym czasie uczyło się w niej około 250 uczniów.
W okresie międzywojennym w siedmiu klasach i czterech dodatkowych oddziałach uczyło się ponad 500 dzieci, a szkoła zatrudniała dziesięciu nauczycieli na państwowych etatach, jednego kontraktowego, czterech dochodzących i katechetę. Opłacało ich koło Towarzystwa „Ridna Szkoła” z czesnego uczniów. Szkoła ta nigdy nie była państwową.
Podczas sowieckiej okupacji Przemyśla w latach 1939–1941 szkołę zamieniono na szkołę im. Iwana Franki. Po zajęciu prawobrzeżnej części Przemyśla przez Niemców 28 czerwca 1941 w budynku znajdował się szpital wojskowy. W okresie okupacji niemieckiej ziem polskich, Ukraińcy zostali pod wieloma względami uprzywilejowani w stosunku do ludności polskiej, wówczas zgodnie z hitlerowską polityką zezwolono Ukraińcom na otwarcie szkoły podstawowej, a także gimnazjum ogólnokształcącego i kupieckiego. Zimową porą 1941/42 i 1942/43 przez szereg tygodni szkoły były zamknięte z powodu braku opału i epidemii tyfusu plamistego, a w roku 1944 wszystkie obiekty oświatowe zajęto na cele wojskowe.
Po wyparciu Niemców z Przemyśla nauka w szkole rozpoczęła się normalnie, czyli 1 września 1944 – rozpoczęła ponownie działalność szkoła podstawowa z ukraińskim językiem nauczania, w której uczyło się 452 dzieci, w tym 235 dziewcząt i 217 chłopców. 15 października 1945 roku zamknięto szkołę w związku z rozpoczętymi wysiedleniami ludności ukraińskiej do ZSRR.
Ponowne starania o otwarcie szkoły z ukraińskim językiem nauczania podjęto w 1990, 1 czerwca 1991 Kuratorium Oświaty zdecydowało o otwarciu Szkoły Podstawowej nr 17 w Przemyślu z ukraińskim językiem nauczania, przydzielając jej ten sam budynek przy ulicy Smolki 10, a 8 listopada przywrócono szkole imię Markiana Szaszkewicza.
W tym pierwszym roku szkolnym 1991/1992 rozpoczęto naukę w klasie 0 oraz w klasach I-VII, w następnym roku była to już pełna ośmioklasowa szkoła z oddziałem przedszkolnym. Z dniem 1 września 1995 powołano Liceum Ogólnokształcące z ukraińskim językiem nauczania.